# Болеснима треба лекар
Не требају здрави лекара него болесни је чувена Исусових изрека којом је одговорио на критике јеврејских свештеника због његовог дружења са „грешницима“.
Забележена је у канонским јеванђељима по Матеју, Марку и Луки.

## Тумачења
У јеванђељу по Луки из ову изреку се налазе и три Исусове приче: о изгубљеној овци, о изгубљеном новчићу и о изгубљеном сину. Све се баве тематиком губитка и искупљења и Исус их приповеда након што га фарисеји оптужују за дружење са „грешницима“.